# Mauricinho (futebolista)
Maurício Poggi Villela (Ribeirão Preto, 29 de dezembro de 1963), conhecido por Mauricinho, é um ex-futebolista brasileiro, que se destacou com a camisa do Vasco nas décadas de 1980 e 1990.

## Carreira
Mauricinho começou a atuar profissionalmente com 17 anos, em 1981, pelo Comercial, tradicional equipe de sua cidade natal.
Em 1984, o Vasco contratou o jovem atacante, que chegou a ser alvo de grandes clubes de São Paulo. Ele fez parte de uma geração vitoriosa do clube na segunda metade dos anos 80, que tinha, além de Mauricinho, os ainda iniciantes Geovani e Romário e o veterano Roberto Dinamite. Em sua primeira passagem pelo clube, Mauricinho colecionou seus primeiros títulos em nível clubístico, em 1987 e 1988.
Quando o Gigante da Colina conquistou o título do Campeonato Brasileiro de 1989, Mauricinho não estava mais lá (saiu do clube em 1988, quando foi contratado pelo Palmeiras). Além disso, no mesmo ano de 1988, foi vítima de uma entrada violenta do meia-volante Jandir, do Fluminense. Jair Pereira, que à época comandava o Corinthians, disse que indicara Mauricinho para o clube do Parque São Jorge, mas a contusão acabaria minando estes planos.
No Verdão, Mauricinho não foi tão bem quanto no Vasco - efeito da lesão sofrida. Mesmo assim, ele chegou a formar ataque com Neto, Gaúcho e Edu Manga, mas o Palmeiras, comandado por Émerson Leão, ficou novamente sem o título após parar nas semifinais, contra o Bragantino. Mauricinho jogou apenas treze partidas com a camisa do Palmeiras.

### Passagem pela Europa
Por dois anos, Mauricinho atuou em clubes europeus: primeiro, no Espanyol de Barcelona (Espanha), e em seguida no Louletano (time das divisões inferiores de Portugal).

### Volta ao Brasil
Com a curta passagem pelo futebol europeu encerrada, Mauricinho voltou ao Brasil em 1991, para defender pela segunda vez o Vasco. Porém, essa passagem foi mal sucedida, e ele foi dispensado antes do ano terminar. E pela terceira vez voltou ao Vasco da Gama em 1997 e jogando até 1999, onde ganhou vários títulos.
Ainda jogaria por Bragantino, Remo e Ponte Preta, sem ter sucesso nos três clubes.
Reencontrou seu bom futebol no Botafogo, jogou no Alvinegro de General Severiano em 1994 e voltou em 1996.

### Aventura no Japão
Já veterano, Mauricinho "fez as malas" e foi jogar no Japão, onde o futebol profissional ainda dava seus primeiros passos, para jogar no Kyoto Purple Sanga. Novamente, a passagem de Mauricinho por um clube fora do Brasil não foi bem-sucedida, e ele voltou ao Botafogo em 1996.

### Fim de carreira
Aos 32 anos, Mauricinho retornou ao Botafogo, e novamente ficou por lá durante pouco tempo. Restou ao atacante voltar pela terceira vez ao Vasco, onde conquistou seus últimos títulos: o Brasileiro de 1997 e a Libertadores de 1998.
Após algum tempo sem clube depois de sua saída definitiva do Vasco também após contusão no jogo do Torneio Rio-São Paulo 1999 - 1ª fase - Vasco 2x0 Palmeiras disputado em São Januário, Mauricinho voltou ao Comercial, encerrando sua carreira em 2000.

### Seleção
Convocado para o Mundial de Futebol Sub-20 de 1983, Mauricinho foi um dos destaques da Seleção Brasileira da categoria, que conquistou o título.
Chegou também a atuar algumas vezes pela Seleção principal, mas não foi tão bem-sucedido quanto no Mundial Sub-20.

## Títulos
Vasco da Gama
- Taça Libertadores: 1998
- Campeonato Brasileiro: 1997
- Campeonato Carioca: 1987, 1988 e 1998
- Torneio Rio–São Paulo: 1999
- Taça Guanabara: 1986, 1987 e 1998
- Taça Rio: 1984, 1988, 1998 e 1999
- Troféu Ramón de Carranza: 1987 e 1988
- Copa Ouro: 1987
- Copa TAP: 1987
- Troféu Bortolotti: 1997

Botafogo
- Troféu Teresa Herrera: 1996
- Taça Cidade Maravilhosa: 1996
- Copa Nippon: 1996
- Copa Rio-Brasília: 1996
- Torneio Presidente da Rússia: 1996
- Torneio Internacional Eduardo Paes:1994

Seleção Carioca
- Campeonato Brasileiro de Seleções Estaduais: 1987

Seleção Brasileira
- Mundial Sub-20: 1983